# Bernd Kluge
Bernd Kluge (Cottbus, 18 giugno 1949) è un numismatico tedesco.
Il suo campo di studio è la numismatica medievale.

## Biografia
Dal 1972 Bernd Kluge ha lavorato al Münzkabinett di Berlino, prima come collaboratore scientifico, dal 1982 come conservatore, dal 1988 come vice-direttore e dal 1992 fino al 30 settembre 2014 come direttore. Per questo curriculum è docente onorario di numismatica medievale alla Università Humboldt di Berlino.
Negli anni 1993 - 1999 è stato membro della Numismatische Kommission der Länder in der Bundesrepublik Deutschland.

## Riconoscimenti
- 2002 Premio della Gesellschaft für Internationale Geldgeschichte
- 2011 Archer M. Huntington Medal della American Numismatic Society per il 2009[1]
- 2015 Medaglia della Royal Numismatic Society.

## Pubblicazioni
- Brakteaten. Deutsche Münzen des Hochmittelalters, Berlin 1976.
- Deutsche Münzgeschichte von der späten Karolingerzeit bis zum Ende der Salier (ca. 900 bis 1125), Sigmaringen 1991.
- (Hrsg.), Fernhandel und Geldwirtschaft. Beiträge zum Münzwesen in sächsischer und salischer Zeit, Sigmaringen 1993.
- Das Münzkabinett - Museum und Wissenschaftsinstitut, Berlin 2004 (Online PDF-Datei; 3,87 MB)
- Numismatik des Mittelalters. Band 1: Handbuch und Thesaurus Nummorum Medii Aevi, Wien, Verlag der Österreichischen Akademie der Wissenschaften 2007. ISBN 978-3-88609-603-9
- Bernd Kluge und Bernhard Weisser (a cura di) : Gold gab ich für Eisen, In: Das Kabinett, Nummer 14, Schriftenreihe des Münzkabinetts der Staatlichen Museen Berlin, Berlin 2014, ISBN 978-3-88609-748-7.